# Лі Кван Су
Лі Ґван Су (кор. 李光洙, 이광수, 4 березня 1892 — 25 жовтня 1950) — корейський літературознавець, поет, прозаїк, журналіст, критик і перекладач японського колоніального періоду. Хоча він має заслуги як патріотичний просвітитель, його розглядають як представника зрадницької прояпонської фракції. Народився в провінції Пхьонан, одній з восьми провінцій Кореї, що утворились під час правління династії Чосон. Ця провінція була розташована на  північному заході Корейського півострова, центральним містом було Пхеньян. Сповідував корейське релігійне вчення Чхондогьо. Мав трьох синів та дві доньки. Вів активну діяльність в період 1914-1950.  Також творив під псевдонімами Поґьон (кор. 보경, 寶鏡),  Джунвон (кор. 춘원, 春園), Ґоджу (кор. 고주, 孤舟). За політики зміни імен радо прийняв за ім'я Каяма Міцуро (яп. 香山光郎).

## Біографія
Лі Ґвансу народився в 1892 році в Чонджу, Чосон. Осиротів у віці 10 років і виріс серед послідовників Тонхак. У 1904 році, аби уникнути переслідувань за свої переконання, переїхав до Сеула. У 1905 році поїхав до Японії з метою здобуття освіти. Після повернення до Кореї в 1913 році він викладав у школі Осан у Чонджу. Пізніше він повернувся до Токіо і став одним із лідерів антиколоніального студентського руху.

Як журналіст Лі Ґвансу працював головним редактором газети Дона Ільбо (кор. 동아일보), що функціонувала з 1920 року. Також був віцепрезидентом газети Чосон Ільбо (кор. 조선일보), що була провідною щоденною газетою Республіки Корея. До того ж він займався перекладацькою діяльністю, зокрема перекладом американських літературних творів для корейських читачів. В період японської окупації під час своєї письменницької діяльності він був кумиром молоді. Його називали «Коханцем кожного» (кор. 만인의 연인). Лі Ґвансу разом із письменниками Чхве Намсоном (кор. 최남선) та Хон Мьонхі (кор. 홍명희) вважалися «Трьома великими геніями Чосону». Перший свій твір «Чи це кохання?» (кор. 사랑인가) він опублікував в 1909 році, після чого під час навчання в Японії почав публікувати свої романи, вірші та статті.

Лі Ґвансу розпочав свою літературну кар'єру як відданий націоналіст, що пропагував просвітництво для свого народу і виступав за його визволення. Читачі цінували його за щирий ідеалізм та глибоку любов до рідної землі. Під час навчання в Токіо Лі Ґвансу активно брав участь у роботі нелегального об'єднання корейської молоді. А коли в березні 1919 року в Сеулі була підписана визначна Декларація, що визначила початок загальнонаціонального руху за незалежність, письменник очолив редакцію корейського тимчасового уряду в Шанхаї. 

Повернувшись на батьківщину, Лі Ґвансу не переставав писати про прагнення своїх співвітчизників до незалежності та свободи. Кілька разів його було заарештовано японською владою за звинуваченням у підривній діяльності. Не зважаючи на це, поступово Лі Ґвансу відмовився від активної боротьби проти японської влади. Під час Другої світової війни він очолив "Патріотичне товариство корейських літераторів" (кор. 조선문인보국회), метою якого було поширення пропаганди на користь Японії в Кореї. Під час війни письменник навіть закликав молодь добровільно вступати до японської армії. Суспільство почало вважати Лі Ґвансу зрадником. Після звільнення Кореї від японського панування його залучили до суду за співпрацю з окупантами, але його не позбавили волі, а відпустили під заставу через стан здоров'я. Останні твори Лі Ґвансу спричинили остаточне розчарування тих, хто очікував від письменника покаяння. 

Під час громадянської війни Лі Ґвансу був захоплений північнокорейською армією. Було підтверджено, що він помер у 1950 в Місті Манпо, що розташоване в північно-західній частині провінції Чаґандо, КНДР.  Наймовірніше, від туберкульозу.

## Творчість
Незважаючи на його беззаперечні досягнення і внесок в корейську літературу, велика кількість критиків в Кореї висловлюють звинувачення в його бік з приводу того, що навіть у своїх ранніх творах він не приділяв достатньої уваги стражданням народу окупованої Кореї. 

Лі Ґвансу зробив великий внесок в розвиток корейської літератури XX століття. З-під його пера вийшло чимало повістей, есе та віршів. Також його авторству належать декілька романів. В 1917 році було опубліковано його роман «Безсердя» (кор. 무정), який зробив Лі Ґвансу відомим серед корейських читачів. Новаторство автора полягає в тому, що вперше у корейській літературі сюжет розгортався у реальному місці та часі. Події роману розгортаються на фоні реальних змін у корейському суспільстві XX століття. Головними героями є молодий викладач Хьоншік (кор. 형식) та танцівниця Йонче (кор. 영채). Іншим нововведенням стала композиційна побудова роману: замість представлення героїв на самому початку та їх розлучення, за яким мали слідувати випробування на вірність, а тільки потім одруження, в романі «Безсердя» події розгортаються швидко й одразу, а з однією з головних героїнь, Йонче, ми знайомимося набагато пізніше через спогади головного героя. Персонажі створені в дусі реалізму. Основною ідеєю роману є духовне переродження Йонче й усвідомленні як Йонче, так і Хьоншіком значення істинної любові, відданості не за дотриманням конфуціанських заповідей, а з власної волі. Автор закликає націю до духовного вдосконалення та прийняття західної моралі. Він намагається донести читачеві, що застарілі конфуціанські традиції можуть заважати життю людини, позбавляти її права кохати та бути коханою.

### Романи
- Чи це кохання? (кор. 사랑인가, публікація — 1909)
- Молода пожертва (кор. 어린 희생, публікація — 1910)
- Безсердя (кор. 무정, яп. 愛か, публікація — 1917)
- Першопроходець (кор. 개척자, публікація — 1917)
- Печаль хлопчика (кор. 소년의 비애, публікація — 1917)
- Відродження (кор. 재생, публікація — 1924)
- Дружина революціонера (кор. 혁명가의 아내, публікація — 1930)
- Данджон Еса (кор. 단종애사, публікація — 1929)
- Земля (кор. 흙, публікація — 1932)
- Нафтовий колодязь (кор. 유정, яп. 油井, публікація — 1933)
- Потойбіччя пристрасті (кор. 애욕의 피안, публікація — 1936)
- Любов (кор. 사랑, публікація — 1938)
- Моє зізнання (кор. 나의 고백, публікація — 1947)

### Біографічні романи
- І Суншін (кор. 이순신, публікація — 1931)
- Біографія Ан Джанхо (кор. 전기 안창호, публікація — 1947)
- Король любові Донмьон (кор. 사랑의 동명왕, публікація — 1949)

### Поетична збірка
- Збірка поезії Джунвона (кор. 춘원시가집, публікація — 1929)

### Есе
- Кам'яна подушка (кор. 돌베개, публікація — 1924)
- Павловнія (кор. 오동, публікація — 1936)